# Thomisus albertianus guineensis
Thomisus albertianus là một phân loài nhện trong họ Thomisidae.
Loài này thuộc chi Thomisus. Thomisus albertianus guineensis được miêu tả năm 1942 bởi Millot.